# Rouville (Seine-Maritime)
Pour les articles homonymes, voir Rouville.
Rouville  est une commune française située dans le département de la Seine-Maritime en région Normandie.

### Localisation

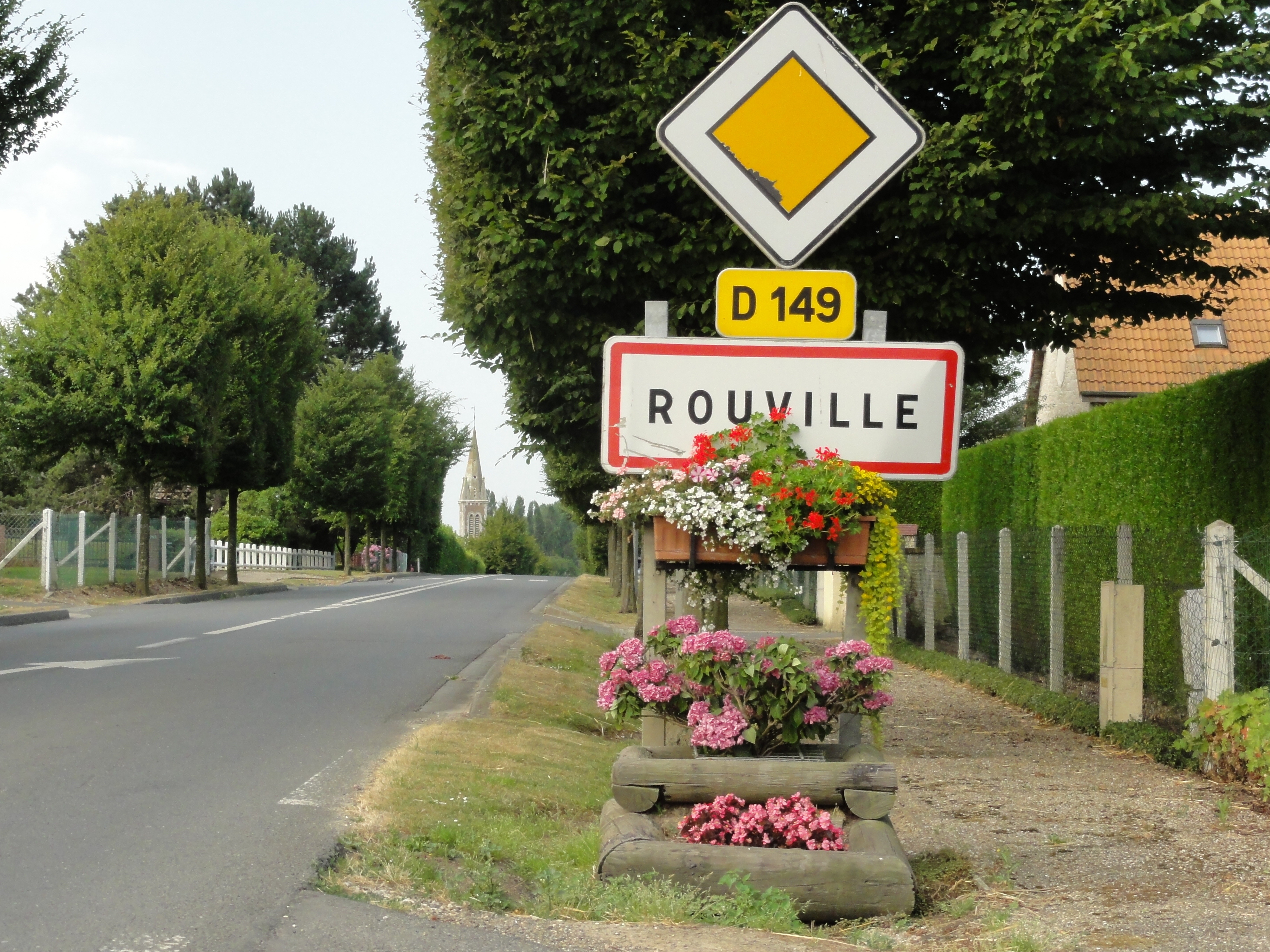
Entrée de la commune.

## Géographie

### Communes limitrophes
| Saint-Maclou-la-Brière | Tocqueville-les-Murs | Hattenville |
| Bernières              | Rouville             | Yébleron    |
|                        | Nointot              | Raffetot    |

### Hydrographie
La commune est située dans le bassin Seine-Normandie. Elle n'est drainée par aucun cours d'eau,.

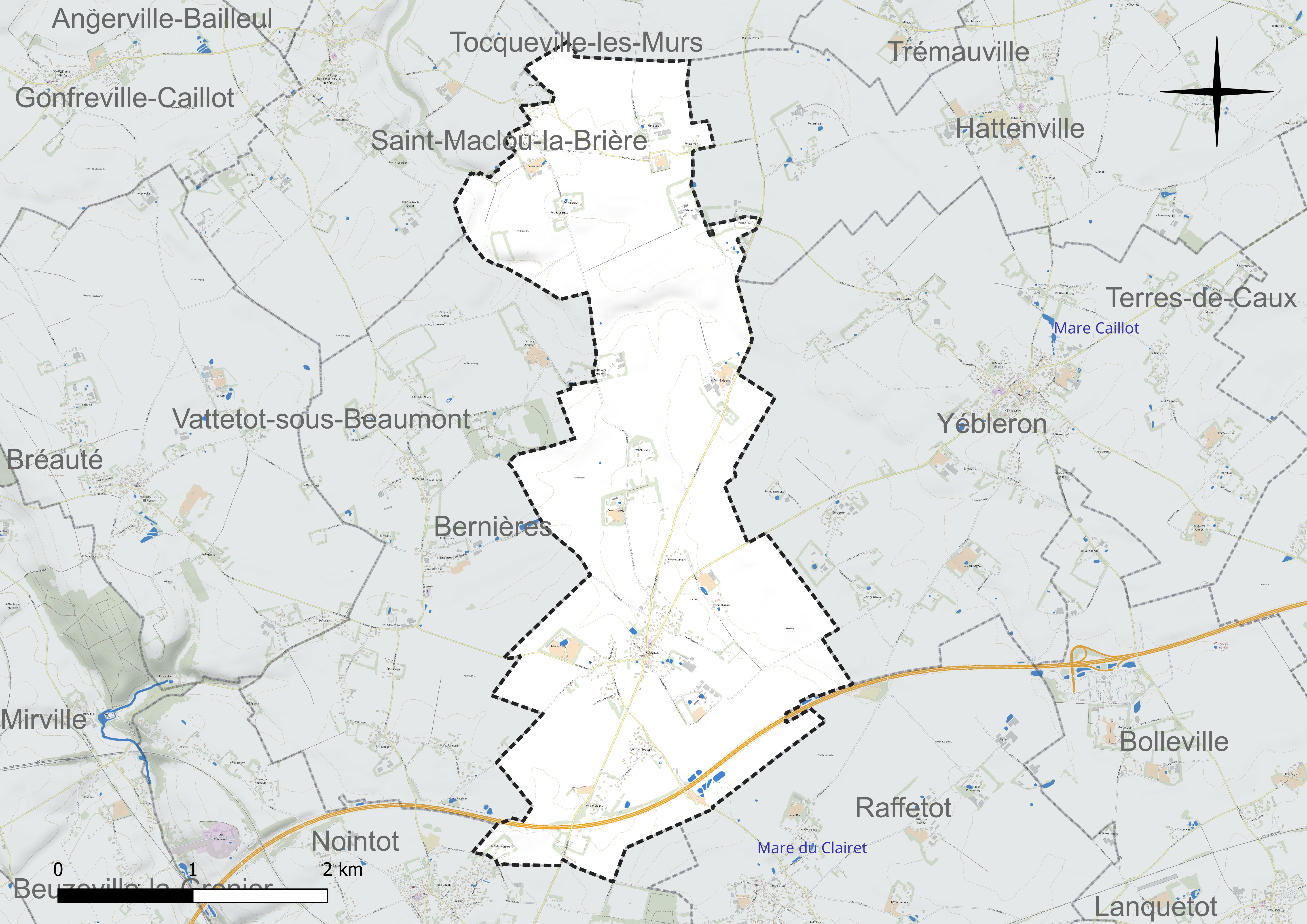
Réseau hydrographique de Rouville.

### Climat
Pour des articles plus généraux, voir Climat de la Normandie et Climat de la Seine-Maritime.
En 2010, le climat de la commune est de type climat océanique franc, selon une étude du CNRS s'appuyant sur une série de données couvrant la période 1971-2000. En 2020, Météo-France publie une typologie des climats de la France métropolitaine dans laquelle la commune est exposée à un climat océanique et est dans la région climatique Côtes de la Manche orientale, caractérisée par un faible ensoleillement (1 550 h/an) ; forte humidité de l’air (plus de 20 h/jour avec humidité relative > 80 % en hiver), vents forts fréquents. Parallèlement le GIEC normand, un groupe régional d’experts sur le climat, différencie quant à lui, dans une étude de 2020, trois grands types de climats pour la région Normandie, nuancés à une échelle plus fine par les facteurs géographiques locaux. La commune est, selon ce zonage, exposée à un « climat maritime », correspondant au Pays de Caux, frais, humide et pluvieux, légèrement plus frais que dans le Cotentin.
Pour la période 1971-2000, la température annuelle moyenne est de 10,1 °C, avec une amplitude thermique annuelle de 13,4 °C. Le cumul annuel moyen de précipitations est de 987 mm, avec 13,4 jours de précipitations en janvier et 8,7 jours en juillet. Pour la période 1991-2020, la température moyenne annuelle observée sur la station météorologique la plus proche, située sur la commune de Petiville à 18 km à vol d'oiseau, est de 12,0 °C et le cumul annuel moyen de précipitations est de 844,9 mm,. Pour l'avenir, les paramètres climatiques de la commune estimés pour 2050 selon différents scénarios d'émission de gaz à effet de serre sont consultables sur un site dédié publié par Météo-France en novembre 2022.

## Urbanisme

### Typologie
Au 1er janvier 2024, Rouville est catégorisée commune rurale à habitat dispersé, selon la nouvelle grille communale de densité à sept niveaux définie par l'Insee en 2022.
Elle est située hors unité urbaine. Par ailleurs la commune fait partie de l'aire d'attraction du Havre, dont elle est une commune de la couronne,. Cette aire, qui regroupe 116 communes, est catégorisée dans les aires de 200 000 à moins de 700 000 habitants,.

### Occupation des sols
L'occupation des sols de la commune, telle qu'elle ressort de la base de données européenne d’occupation biophysique des sols Corine Land Cover (CLC), est marquée par l'importance des territoires agricoles (96,5 % en 2018), en diminution par rapport à 1990 (100 %). La répartition détaillée en 2018 est la suivante : 
terres arables (83,7 %), prairies (8,5 %), zones agricoles hétérogènes (4,3 %), zones urbanisées (3,5 %). L'évolution de l’occupation des sols de la commune et de ses infrastructures peut être observée sur les différentes représentations cartographiques du territoire : la carte de Cassini (XVIIIe siècle), la carte d'état-major (1820-1866) et les cartes ou photos aériennes de l'IGN pour la période actuelle (1950 à aujourd'hui).

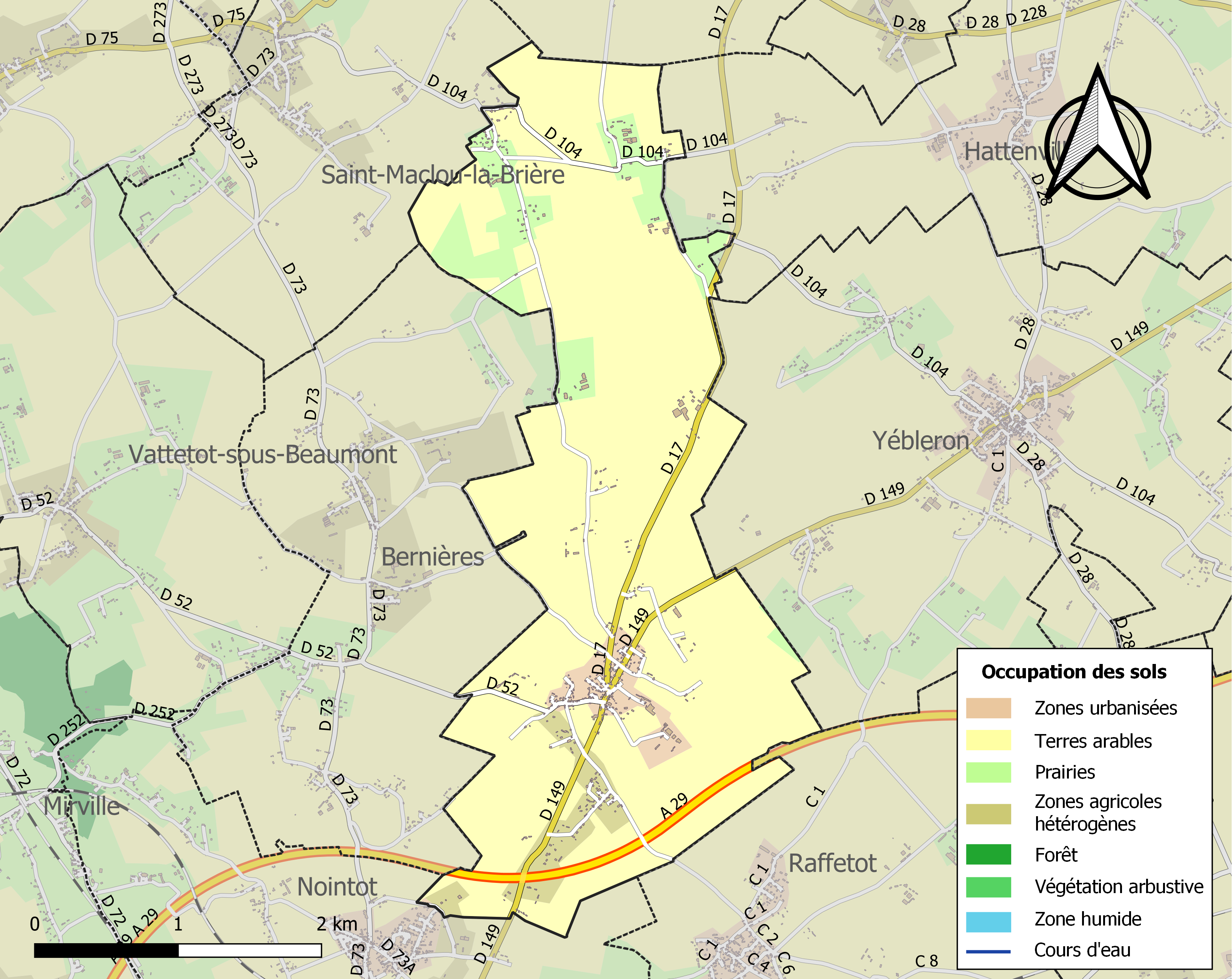
Carte des infrastructures et de l'occupation des sols de la commune en 2018 (CLC).

## Toponymie
Le nom de la localité est attesté sous les formes Willelmus de Rovilla fin du XIIe siècle, Rovilla vers 1240, Rouville en 1319, Ecclesia Sancti Hermetis de Rouville en 1684, Saint Herme de Rouville 1713, Rouville en 1715.

## Histoire
La commune est formée au début XIXe siècle par la fusion des communes instituées par la Révolution française de Rouville (« Roevilla », cité en 1142) et de Bielleville-en-Caux.
Un seigneur de Rouville se distingue dans une expédition en mer au début du règne de Charles VI ; Pierre de Rouville devient ensuite conseiller du roi d'Angleterre.
La châtellenie de Rouville obtient en 1762 le titre de comté.
Jusqu'en 1856, Bielleville-en-Caux abrite deux buttes formant une sorte de camp hexagonal où l'on a trouvé du mobilier antique.

## Politique et administration
| Période                                  | Période                    | Identité          | Étiquette | Qualité                                            |
| ---------------------------------------- | -------------------------- | ----------------- | --------- | -------------------------------------------------- |
| Les données manquantes sont à compléter. |                            |                   |           |                                                    |
| 1963                                     |                            | M. Quesnel        |           |                                                    |
| 1983                                     | 1991                       | M. Gueroult       |           |                                                    |
| avant 1995                               |                            | Gustave Levasseur | DVD       |                                                    |
| Les données manquantes sont à compléter. |                            |                   |           |                                                    |
| mars 2001                                | mai 2020                   | Christian Berne   |           |                                                    |
| juillet 2020                             | En cours (au 10 août 2020) | Marc Beauchemin   |           | Vice-président de la CA Caux Seine Agglo (2020 → ) |

## Enseignement

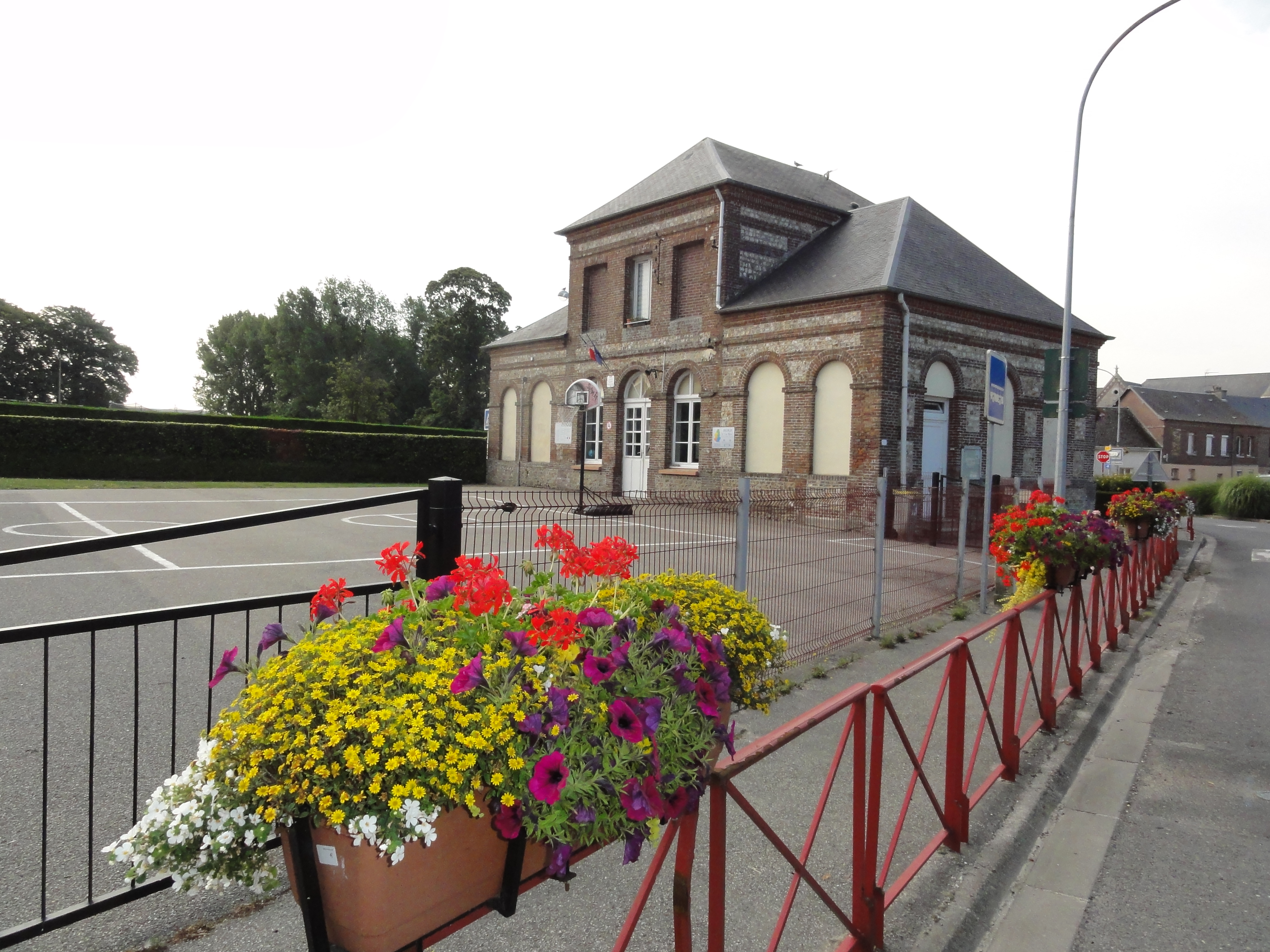
L'école.

## Démographie
L'évolution du nombre d'habitants est connue à travers les recensements de la population effectués dans la commune depuis 1793. Pour les communes de moins de 10 000 habitants, une enquête de recensement portant sur toute la population est réalisée tous les cinq ans, les populations de référence des années intermédiaires étant quant à elles estimées par interpolation ou extrapolation. Pour la commune, le premier recensement exhaustif entrant dans le cadre du nouveau dispositif a été réalisé en 2008.

En 2022, la commune comptait 612 habitants, en évolution de −2,55 % par rapport à 2016 (Seine-Maritime : +0,35 %, France hors Mayotte : +2,11 %).
| 1793 | 1800 | 1806 | 1821 | 1831 | 1836 | 1841 | 1846 | 1851 |
| ---- | ---- | ---- | ---- | ---- | ---- | ---- | ---- | ---- |
| 502  | 500  | 572  | 546  | 769  | 733  | 683  | 718  | 721  |

| 1856 | 1861 | 1866 | 1872 | 1876 | 1881 | 1886 | 1891 | 1896 |
| ---- | ---- | ---- | ---- | ---- | ---- | ---- | ---- | ---- |
| 690  | 735  | 769  | 794  | 776  | 771  | 755  | 730  | 700  |

| 1901 | 1906 | 1911 | 1921 | 1926 | 1931 | 1936 | 1946 | 1954 |
| ---- | ---- | ---- | ---- | ---- | ---- | ---- | ---- | ---- |
| 660  | 615  | 504  | 494  | 502  | 500  | 474  | 505  | 487  |

| 1962 | 1968 | 1975 | 1982 | 1990 | 1999 | 2006 | 2008 | 2013 |
| ---- | ---- | ---- | ---- | ---- | ---- | ---- | ---- | ---- |
| 445  | 377  | 358  | 392  | 471  | 508  | 548  | 560  | 628  |

| 2018 | 2022 | - | - | - | - | - | - | - |
| ---- | ---- | - | - | - | - | - | - | - |
| 607  | 612  | - | - | - | - | - | - | - |

## Culture locale et patrimoine

### Lieux et monuments
- L'église Saint-Hermès de Rouville.
- La chapelle Notre-Dame de Bielleville.
- Le monument aux morts.
- Le  manoir de la Paltrie ou Pailleterie a été construit par Anne de Pardieu en 1602[24]. En briques rouges et calcaire blanc, il est surmonté d'une toiture d'ardoises. Il aurait été habité par Alexandre Dumas[25].
- Le château de Rouville du XVIIe siècle avec ses grandes lucarnes en pierres sculptées[26].

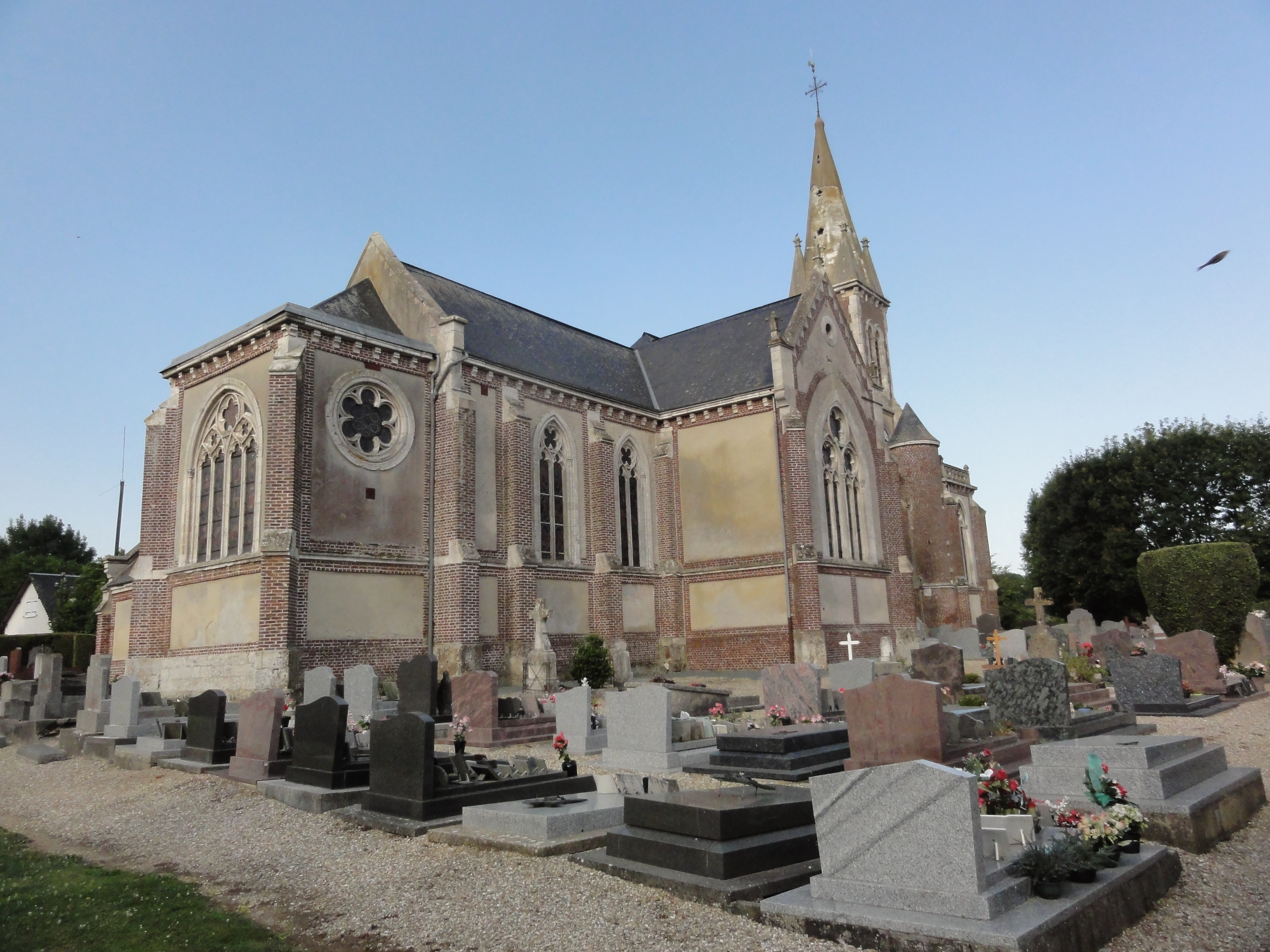
L'église Saint-Hermès.
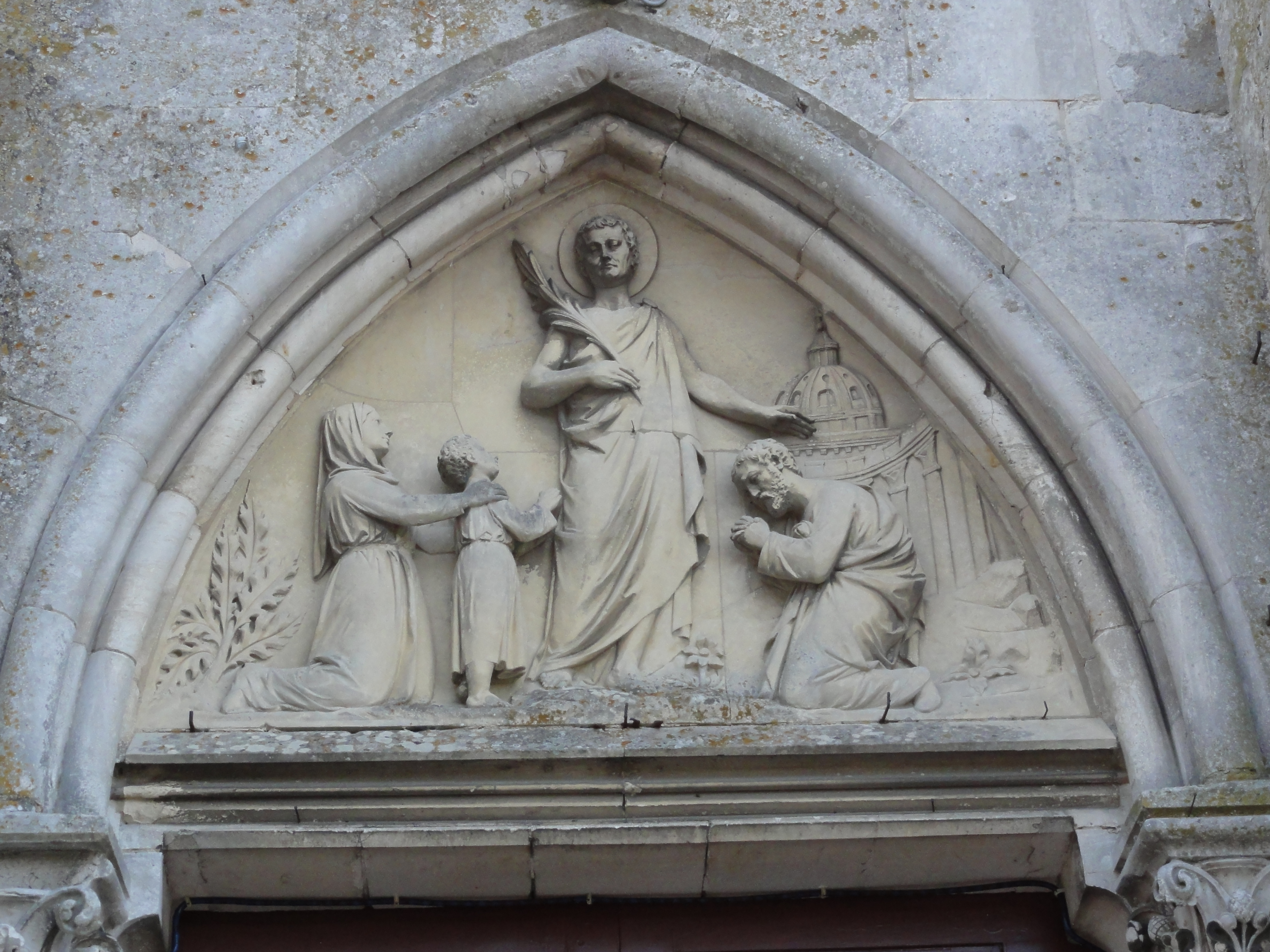
L'église, relief du tympan.
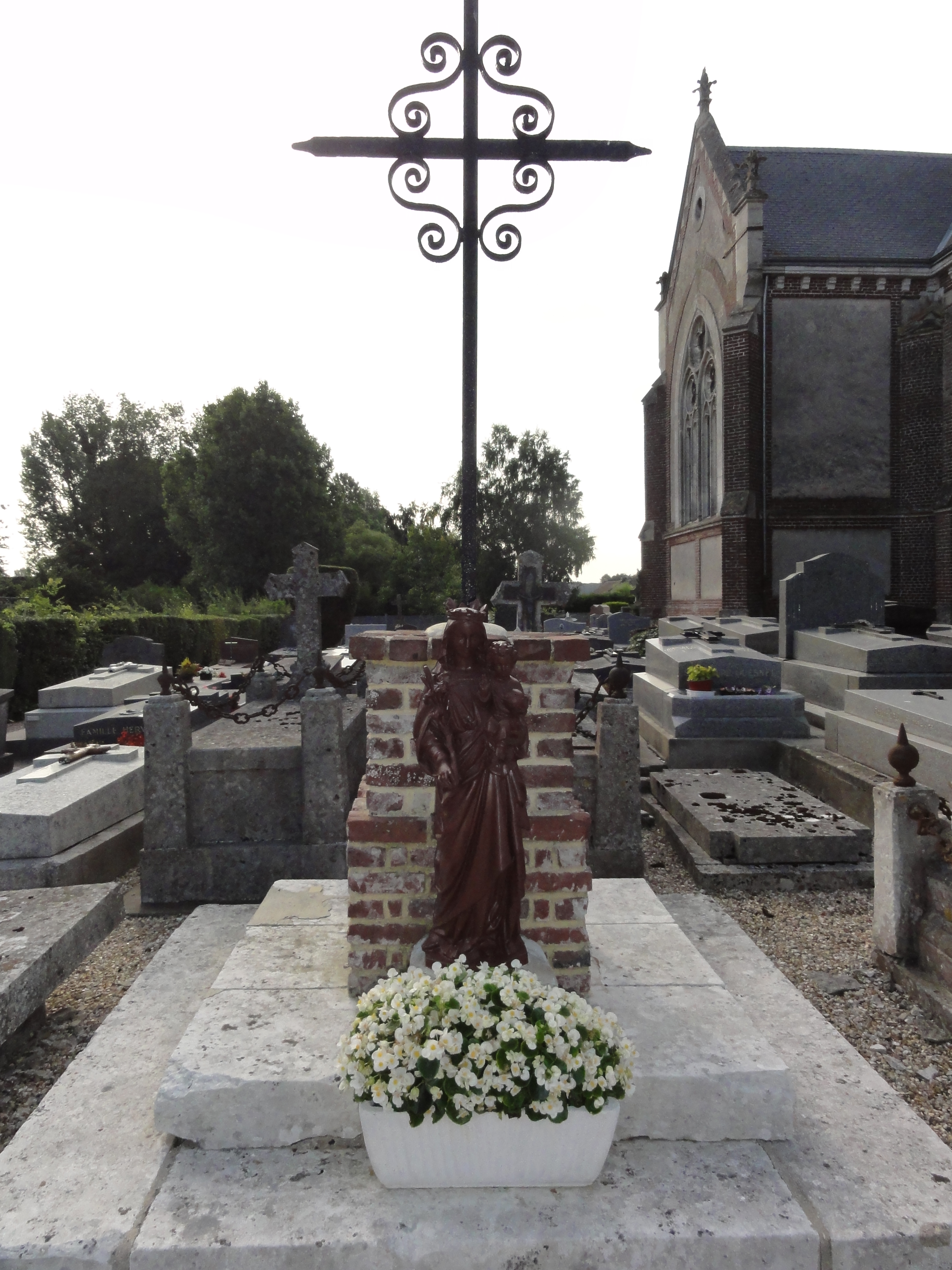
La croix du cimetière de l'église Saint-Hermès, avec une statue de la Vierge à l'Enfant.
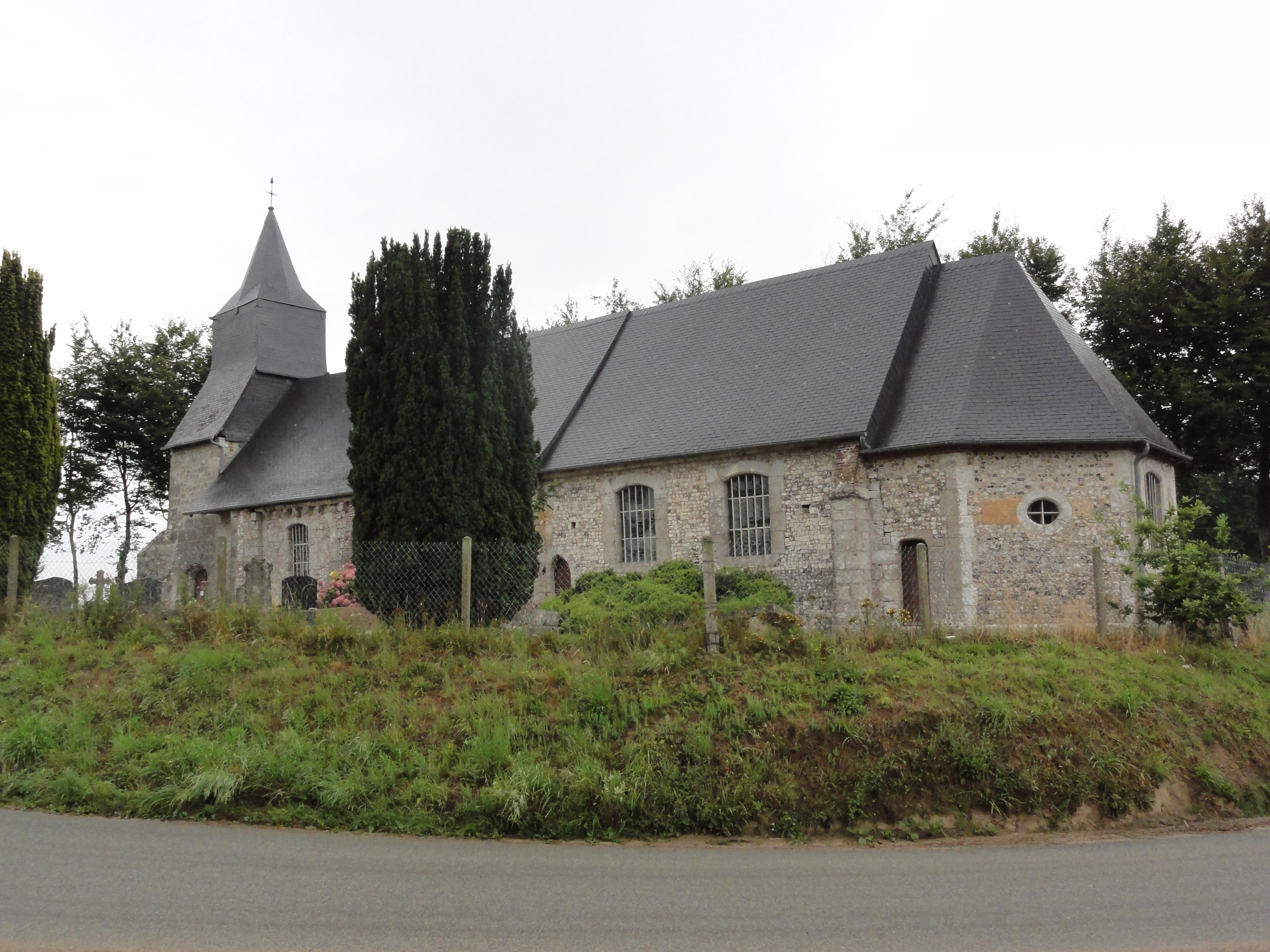
La chapelle Notre-Dame de Bielleville.
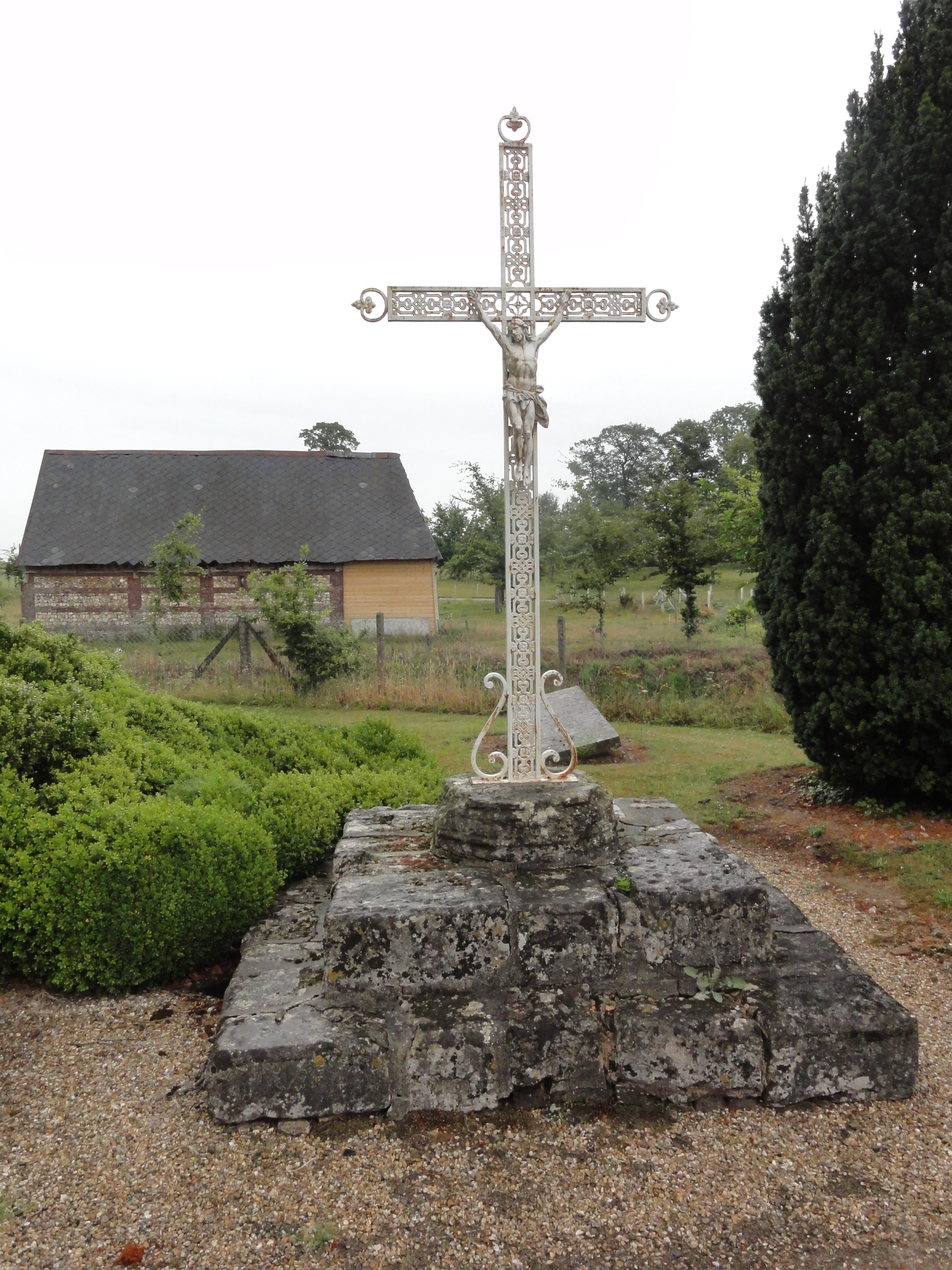
Croix du cimetière de la chapelle de Bielleville.
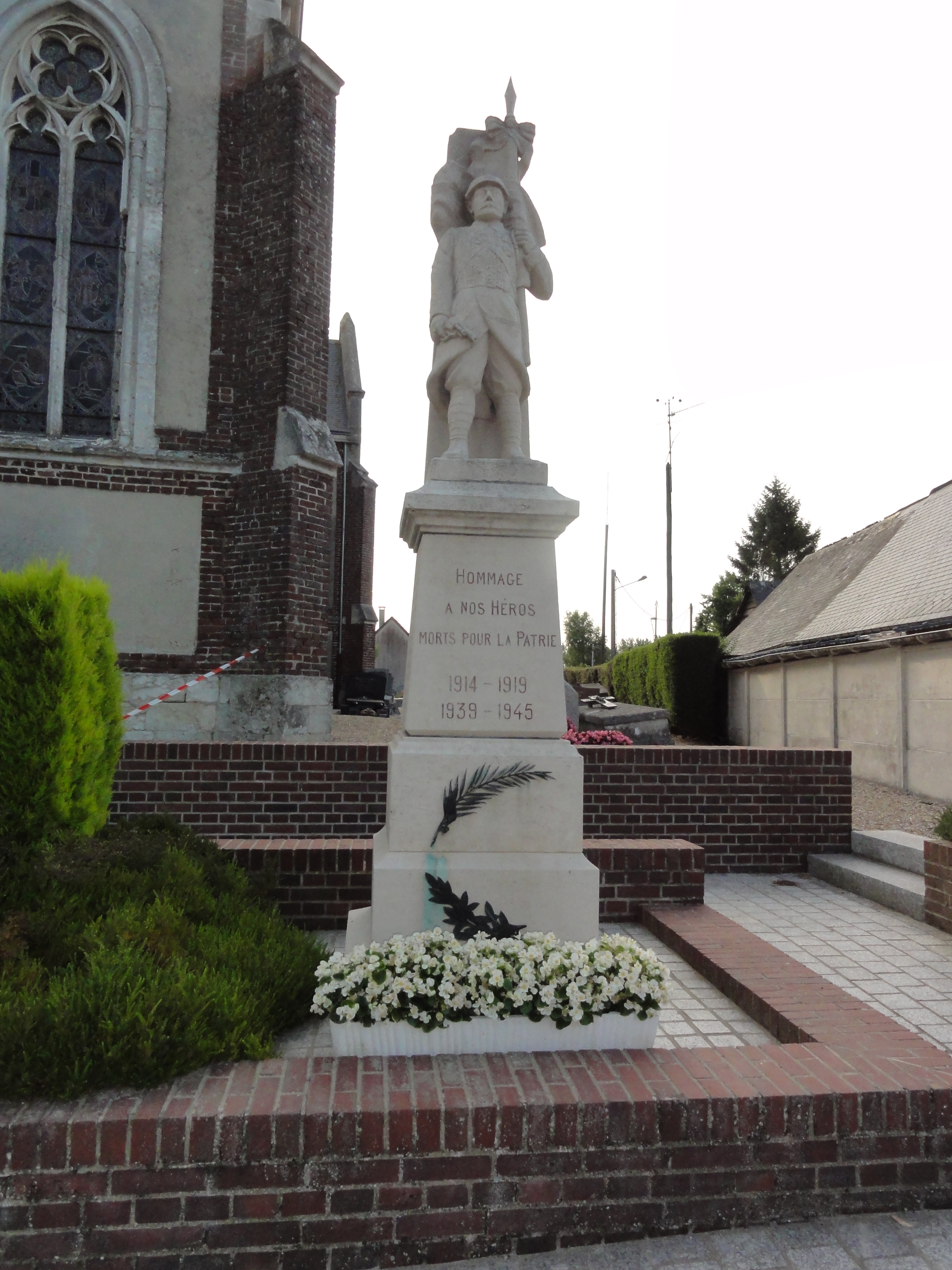
Le monument aux morts.

### Personnalités liées à la commune
- Anne de Pardieu, veuve, épouse Pierre Davy de la Pailleterie (décédé en 1575 ou 1576) le 17 janvier 1570[27]. Puis elle se marie en troisièmes noces avec Charles de Thiboutot, seigneur de Lévemont, le 7 janvier 1582. À la mort de ce dernier, elle fait bâtir ou rebâtir le manoir de la Pailleterie. Elle y fait graver en lettres capitales une inscription au fronton de la mansarde : « Dame Anne de Pardieu Qui a fait bâtir ce lieu Par la grâce de Dieu L'an de grâce 1602 »[24].
- Alexandre Dumas.

### Héraldique
| Blason de Rouville | Blason  | D'azur semé de billettes d'or à deux goujons au naturel adossés en pal. |
| Blason de Rouville | Détails | Le statut officiel du blason reste à déterminer.                        |